# Passiflora arta
Passiflora arta är en passionsblomsväxtart som beskrevs av Feuillet. Passiflora arta ingår i släktet passionsblommor, och familjen passionsblomsväxter. Inga underarter finns listade i Catalogue of Life.